# Sotrin

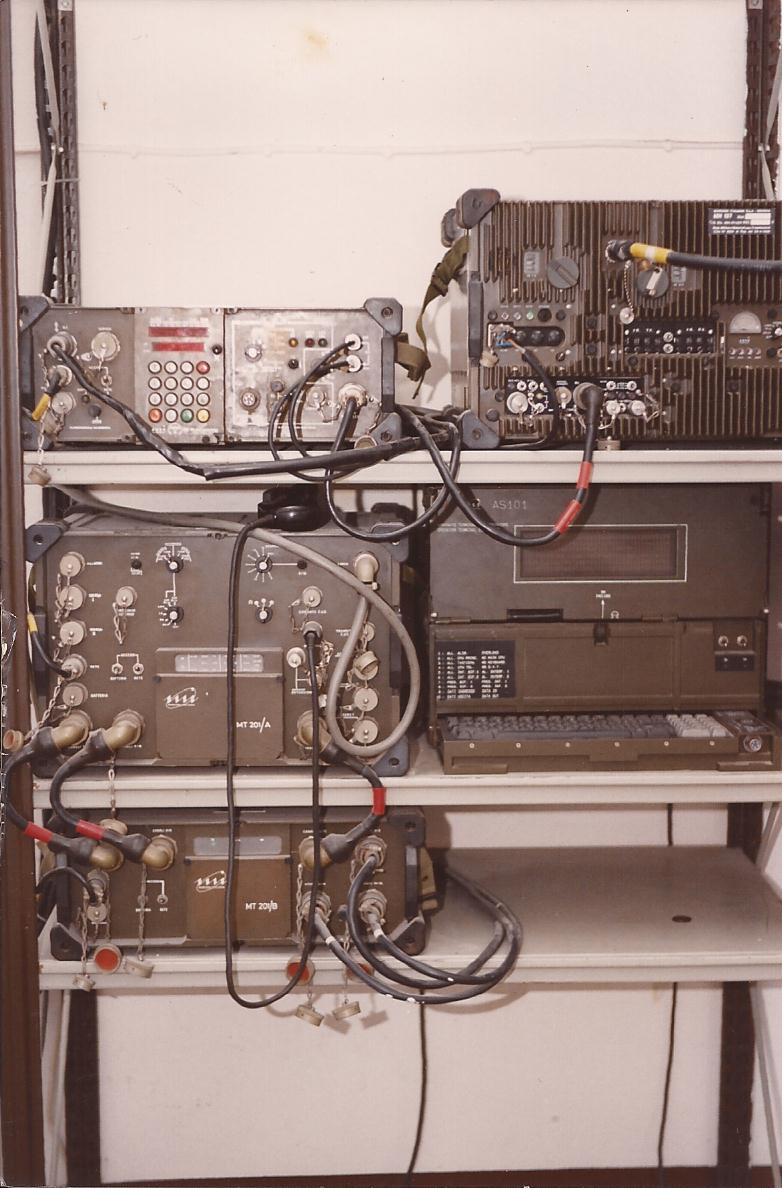
Una linea SOTRIN

SOTRIN (SOttosistema di TRasmissioni INtegrate) è una rete militare dell'esercito italiano per la trasmissione delle informazioni.
È un sottosistema del CATRIN (sistema Campale di Trasmissioni ed Informazioni) che integra una rete telefonica (più una rete dati X.25) parallela a quella civile, utilizzata in tempo di pace soprattutto per le comunicazioni tra caserme. Non è preposto a ruoli tattici di avvistamento e sorveglianza, ai quali provvedono gli altri sottosistemi del CATRIN: SORAO (SORveglianza ed Acquisizione Obiettivi) e SOATCC (SOttosistema Avvistamento Tattico e Comando e Controllo).

## Caratteristiche
È idoneo anche per la gestione di situazioni di protezione civile e, a differenza della rete telefonica civile, è strutturato per avere alta capacità di sopravvivenza e di adeguamento rapido alle situazioni tattiche. Si avvale infatti di più tipi di connessioni (in rame, fibra ottica e radio), e vi si possono aggiungere o spostare nodi senza modificazioni tecniche all'intero sistema, grazie ad un apposito sistema di instradamento automatico delle chiamate. La sicurezza del traffico di informazioni è ottenuta tramite cifratura integrale.

## Distribuzione dei nodi
I nodi del Sotrin non corrispondono alle installazioni militari, ma possono essere presenti in alcune infrastrutture molto affollate di utenti (in alcuni casi vi sono più nodi in un'unica infrastruttura) o semplicemente avere una localizzazione geografica tale da servire più infrastrutture. Talora sono presenti su siti della rete, altre volte possono essere installati su strutture mobili (anche navi ad esempio). Gli utenti infine sono collegati ai rispettivi nodi con link di tutti i tipi possibili: linee in cavo, radio, ponte radio, fibra ottica.
Gli utenti militari italiani, sul territorio nazionale e all'estero, sono identificati da un numero a 7 cifre, e non sono direttamente raggiungibili dalle reti telefoniche civili. Tramite connessioni radio hanno accesso al SOTRIN anche utenze mobili.
I nodi e le utenze SOTRIN possono essere messi in rete con quelli di altri sistemi analoghi dei paesi alleati (NATO e non) che utilizzino lo standard EUROCOM; in questo caso la numerazione raggiunge le 13 cifre, le prime sei identificano la nazione ed il sistema di rete, le ultime sette identificano il singolo utente all'interno del sistema.